# Sylvie Lubamba
Sylvie Lubamba, (Florença, 29 de fevereiro de 1972) é uma atriz e showgirl italiana. Sendo nascida em 29 de fevereiro, ela tem hábito de comemorar o aniversário em 1 de março.

## Biografia
Nasceu em Florença de pais congoleses naturais de Kinshasa, filhos da classe média francófona. Após ter estudados nas Scuole Pie Fiorentine dos padres escolápios, ganhou, em 1992 a faixa de Miss Toscana e, em seguida, adquiriu o título para participar no concurso de Miss Itália, tornando-se a primeira competidora de cor neste concurso, mas foi desclassificada por ter feito um serviço fotográfico nua. 
Em 1998, após algumas participações em comerciais (Kimbo Cafè), começou sua carreira televisiva no programa Guida al campionato. Em 2004, teve seu momento de maior sucesso como showgirl do programa Markette apresentado por Piero Chiambretti no La7. Em 2005, participou no reality show La Talpa, e no programa Lucignolo como correspondente.

### Atos jurídicos penais
Em janeiro de 2006, o tribunal de Grosseto a condenou à cinco meses e vinte dias de prisão por uso indevido de cartões de crédito. Em março de 2008, concordou uma penalidade de 6 meses e 10 dias antes do tribunal de Tempio Pausania por ter pagado suas ferias na Costa Esmeralda com cartões de crédito roubados. Em 7 de agosto de 2014, ela ficou presa pelos mesmos crimes.
Em 2 de abril de 2015, ela estava entre os presos a quem papa Francisco lavou os pés durante a missa In Coena Domini celebrada na prisão de Rebibbia. Em 25 de dezembro de 2017 foi solta depois de cumprir 3 anos e 4 meses de prisão.

## Cinema
- Ivo il tardivo dir. de A. Benvenuti
- Chiavi in mano dir. de M. Laurenti
- Finalmente soli dir. de U. Marino
- Figli di Annibale dir. de Regia di F. Ferrario
- Fughe da fermo dir. de E. Nesi
- Ridere fino a volare dir. de A. Antonacci e F. Bianchini, co-protagonista

## Outras imagens

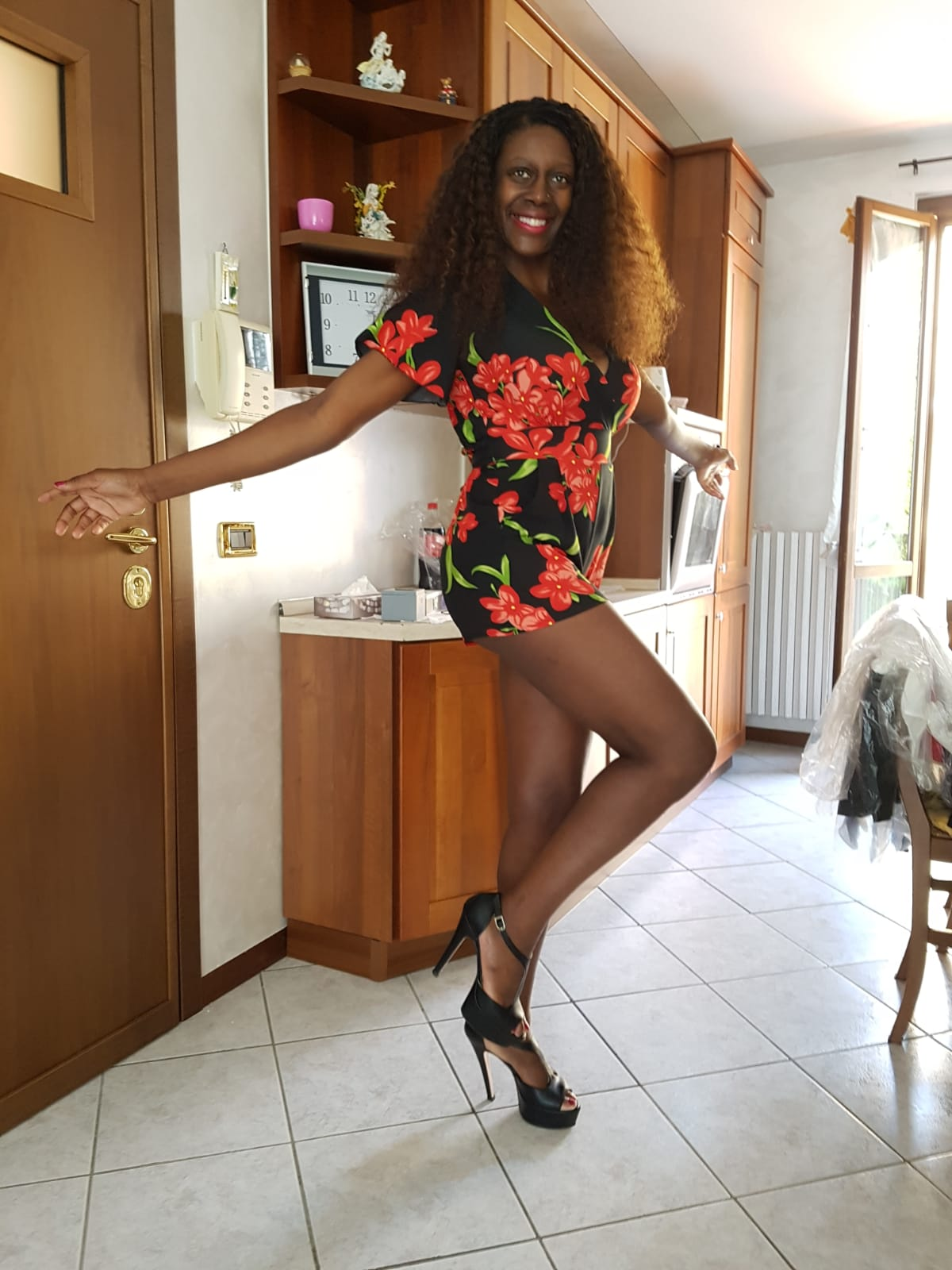
Sylvie Lubamba, em julho de 2018.
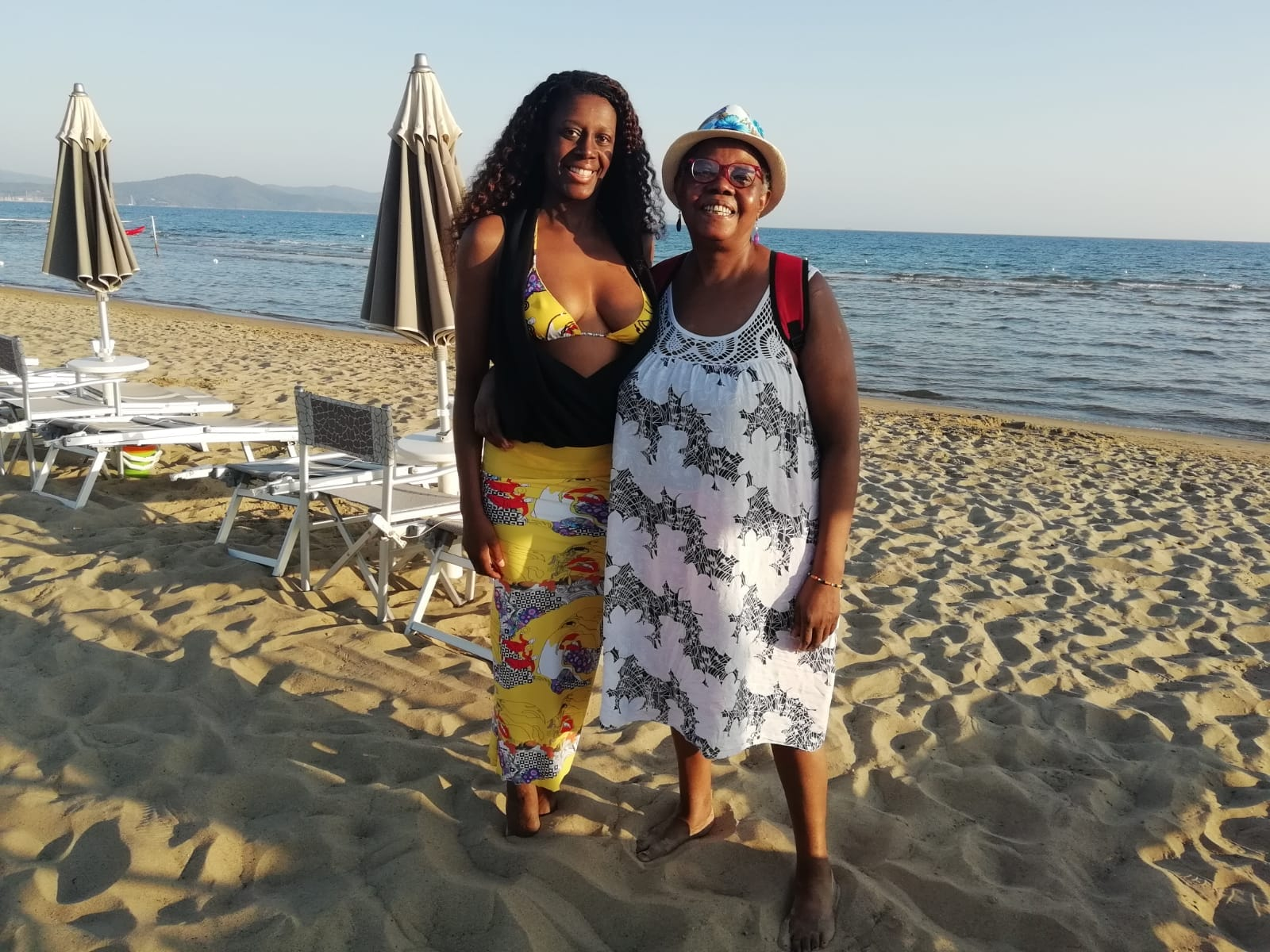
Sylvie Lumbamba, com sua mae, na praia de Follonica.